# Chamorchis
Chamorchis es un género monotípico de orquídeas de hábito terrestre, nativo de Europa. Su única especie es Chamorchis alpina.

## Descripción
Es una planta perenne, glabra, de hojas lineales puntiagudas, todas basales, y una inflorescencia en espiga laxa de 3 a 10 flores verde amarillentas teñidas de pardo amoratado, con brácteas más largas que las flores. Los segmentos periánticos tienen de 3 a 5 mm, los superiores forman una capucha; el labelo es ligeramente más largo y presneta tres lóbulos. Los órganos de reserva están representados por dos tubérculos elipsoides. Florece en el verano.

## Hábitat
En los pastizales de montañas.

## Distribución
Noruega, Suecia, Dinamarca, Finlandia, Alpes y Cárpatos.

## Sinonimia
| - Ophrys alpina L. (1753) (Basónimo) - Orchis graminea Crantz (1769) - Orchis alpina (L.) Scop. (1772) - Epipactis alpina (L.) Schrank (1792) - Arachnites alpina (L.) F.W. Schmidt (1793) | - Satyrium alpinum (L.) Pers. (1807) - Chamaerepes alpina (L.) Spreng. (1826) - Herminium alpinum (L.) Sweet (1826) - Herminium alpinum (L.) Lindl. (1832) - Aceras alpinum (L.) Steud. (1840) |